# Arnold Hasselblatt (Historiker)

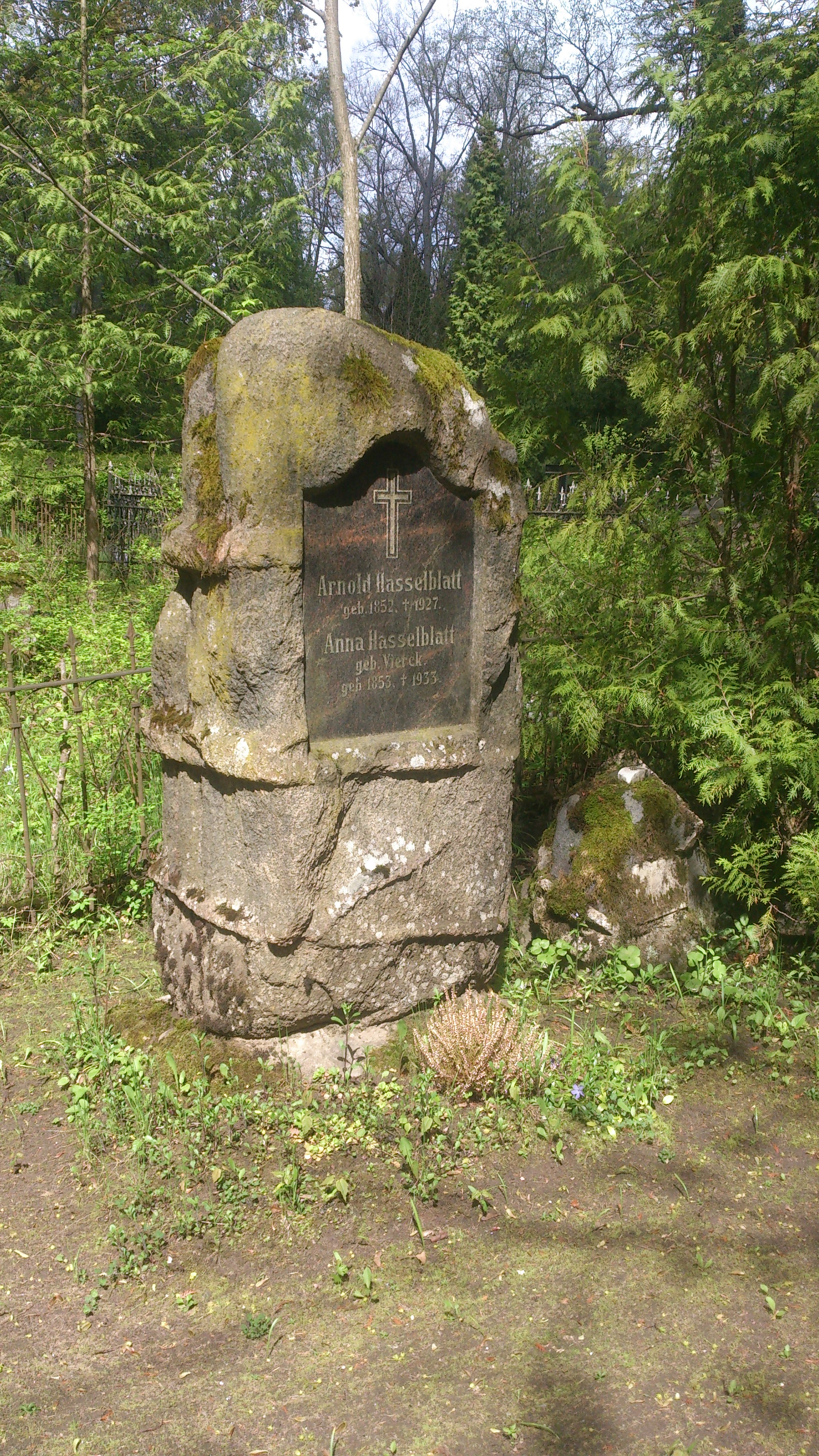
Grab von Hasselblatt auf dem Raadi-Friedhof in Tartu

Arnold Hasselblatt (* 4. März 1852 in Camby; † 8. November 1927 in Dorpat) war ein livländischer Historiker und Journalist.

## Leben

### Herkunft und Familie
Arnold Christian Theodor Hasselblatt wurde als Sohn des Pastors und Propstes der Pfarre Camby, Carl Jacob Eduard Hasselblatt (1820–1889), und Marianne Luise Karoline Luther (1823–1903) geboren.
Hasselblatt vermählte sich am 19. Juni 1879 in Dorpat mit Anna Vierck (1853–1933). Aus der Ehe gingen fünf Söhne und zwei Töchter hervor:
1. Emma Elisabeth Hasselblatt (1880–1974), ⚭ Reinhold Johann Erich von Samson-Himmelstjerna (1856–1933)
2. Eduard Hasselblatt (1882–1882)
3. Martha Hasselblatt (1884–1884)
4. Johannes Hasselblatt (1886–1889)
5. Meinhard Eduard Nathanael Hasselblatt (1888–1968), Chemiker, ⚭ Anna Adeline Elisabeth Ströhm (1901–1979)
  1. Arnold Hasselblatt (1929–2024), Pharmakologe
6. Werner Richard Karl Hasselblatt (1890–1958), Jurist und Politiker
7. Heinrich Hasselblatt (1891–1891)

### Werdegang
Er besuchte von 1862 bis 1869 das Gymnasium und studierte in den Jahren 1870 bis 1872 und 1874 bis 1875 Geschichtswissenschaften an der Kaiserlichen Universität Dorpat. Anschließend besuchte er in Göttingen unter anderem die Vorlesungen von Georg Waitz. In Göttingen wurde er auch Präses der Göttinger Historischen Gesellschaft. Zurück in Dorpat war er 1876 zunächst Mitarbeiter, 1878 zweiter und schließlich 1888 alleiniger verantwortlicher Redakteur der Neuen Dörptschen Zeitung. In dieser Stellung blieb er bis 1914 und wurde im Folgejahr Korrespondent des Rigaer Tageblatts und der Rigaer Zeitung. Von 1918 bis 1920 war Hasselblatt Chefredakteur der Dorpater Zeitung und von 1920 bis 1926 Stadtarchivar und Korrespondent mehrerer Zeitungen.
In den Jahren 1876 bis 1885 war Hasselblatt auch Bibliothekar. Von 1885 bis 1897 war er Sekretär, von 1919 bis 1920 Präsident und seit 1923 Ehrenmitglied der Gelehrten Estnischen Gesellschaft. Hasselblatt war ebenfalls Ehrenmitglied der Gesellschaft für Geschichte und Altertumskunde zu Riga und seit 1925 auch der Altertumsforschungs Gesellschaft zu Pernau. Weiterhin war er Präsident des Dorpater Männergesangvereins sowie 1882 bis 1921 Präsident, später Ehrenpräsident des Dorpater Schachvereins. Er war auch Ehrenmitglied der Revaler Liedertafel und schließlich seit 1892 Korrespondierendes Mitglied der Estländischen Literärischen Gesellschaft.

## Werke
- Die Stadt Göttingen und Herzog Erich der Ältere. In: Zeitschrift des historischen Vereins für Niedersachsen. Jg. 1878, S. 1–24 (Digitalisat).
- mit Georg Kaestner: Urkunden der Stadt Göttingen aus dem XVI. Jahrhundert. In: Beiträge zur Geschichte von Braunschweig-Lüneburg, 1500–1533. Göttingen 1881.
- mit Gustav Otto: Album Academicum der Kaiserlichen Universität Dorpat. Dorpat 1889 (Digitalisat).
- Die Ehrenlegion der 14.000 Immatriculirten. Weitere Streifzüge in das „Album Academicum der Kais. Universität Dorpat“. Dorpat 1893.
- Kulturbestrebungen des estnischen Volkes. Dorpat 1913.
- 24 Tage Bolschewiken-Herrschaft in Dorpat. Eindrücke und Erinnerungen nach Tagebuchnotizen. Dorpat 1919.
- Karl XII. und Dorpat. Karolinska Förbundets Arsbok 1925.